# 彼尔姆国立大学
彼尔姆国立民族研究大学（缩写为、PSU，简称：彼尔姆国立大学、彼尔姆大學）是俄羅斯乌拉尔地区第一个高等教育学校，于1916年建校。2014年该大学开设12个系，77个教研室，分校包括别列兹尼基分校，索利卡姆斯克国立师范学校（分校），继续教育区域大学，自然科学研究所。

## 学校曾用名
彼尔姆大学在历史上曾多次更改校名：

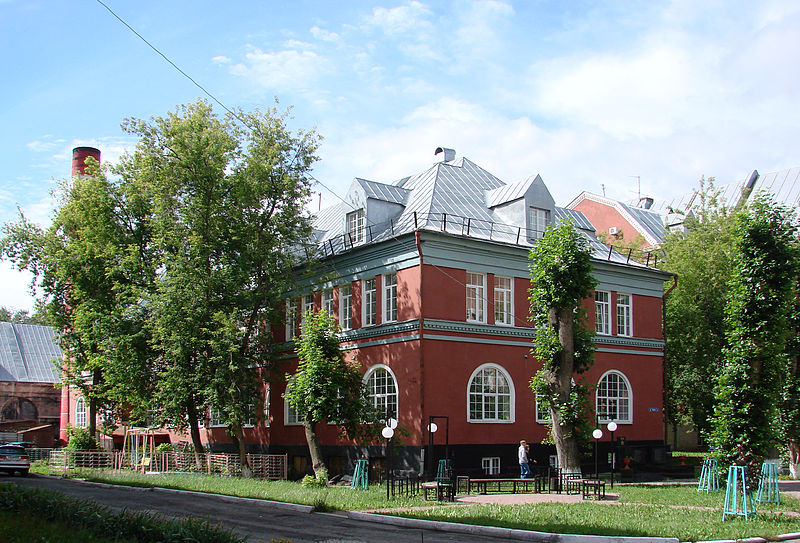

- 彼得格勒帝国大学彼尔姆分部（1916年10月——1917年五月）
- 彼尔姆国立大学（1917年5月——1934年10月）
- 高尔基彼尔姆国立大学（1934年10月——1940年3月）
- 高尔基莫洛托夫国立大学（1940年3月——1957年10月）
- 高尔基彼尔姆国立大学（1957年10月——1966年10月）
- 高尔基彼尔姆劳动红旗勋章国立大学（1966年10月——1994年4月）
- 彼尔姆国立大学（1994年4月——2002年10月）
- 国家高等职业教育机构《彼尔姆国立大学》（2001年10月——2011年7月）
- 国立联邦公立高等教育机构《彼尔姆国立民族研究大学》（2011年7月至今）

## 学校领导
1932年至1938年学校领导人称为«директор»，后称«ректор».在学校历史上共有20人担任过校长（亚历山大•伊里伊奇•布基廖夫两次担任过校长）。
- 1.К. Д. Покровский (1916—1918) 教授，苏联科学院通讯院院士
- 2.Н. В. Култашев (1918—1919)，教授，化学学博士
- 3.А. С. Безикович (1919)，教授
- 4.Н. П. Оттокар (1919—1921)，教授
- 5.А. А. Рихтер (1921—1923)，教授，学者
- 6.В. К. Шмидт (1923—1924)，教授
- 7.С. Н. Седых (1924—1927)，讲师
- 8.С. А. Стойчев (1927—1931)，副教授
- 9.З. И. Красильщик (1932—1933)，讲师
- 10.М. Н. Францевич (1933—1934)，副教授
- 11.Д. А. Кузьмин (1934—1935)，副教授
- 12.Г. К. Русаков (1935—1937)，副教授
- 13.М. И. Прохорова (1937—1940)，副教授，生物学博士
- 14.А. И. Букирев (1940—1941, 1946—1951)，副教授，生物学副博士
- 15.Р. В. Мерцлин (1941—1946)，教授，化学学博士
- 16.В. Ф. Тиунов (1951—1961)，教授，经济学博士
- 17.Ф. С. Горовой (1961—1970)，教授，历史学博士
- 18.В. П. Живописцев (1970—1987)，教授，化学学博士
- 19.В. В. Маланин (1987—2010)，教授，技术科学博士
- 20.И. Ю. Макарихин (с 2010)，教授，物理数学博士

## 大学现状
现在彼尔姆大学有2个分校，12个系，77个教研室。学生总人数为11 432人（2010/2011学年），其中7607人是全日制学生。大学培养56个专业的约250人的高素质的研究生，和6个专业的博士生。学校有14个学位答辩委员会，其中包括11个博士学位答辩委员会。
学校共有教师团队1229人（2009年），其中包括164位博士和教授，480位副博士和副教授，甚至有三位学者，2位俄罗斯科学院通讯员院士，15位俄罗斯功勋科学工作者，10位俄罗斯高等院校功勋工作者。
彼尔姆国立大学和众多国外合作伙伴和国际机构有合作，在这个合作框架下，学校的教师和学生通过长期出差模式、和别的国家的学校或者国际机构的相互交换合作模式被派出国，同时别的大学的教师和学生也来彼尔姆交换合作。彼尔姆大学的合作学校有：英国牛津大学，法国大学中心的大学（艾克斯-马赛大学，波城大学，南锡大学等），美国的大学（路易维尔大学等），中欧和澳大利亚的大学。大学还和欧盟委员会、世界银行、下萨克森州的科技部文化部及其他机构有合作。

## 学校院系
2015年彼尔姆国立大学由下列院系组成：
- 生物系 （页面存档备份，存于）
- 地理系 （页面存档备份，存于）
- 地质系 （页面存档备份，存于）
- 历史政治系 （页面存档备份，存于）
- 数学力学系 （页面存档备份，存于）
- 外国语语言文学系 （页面存档备份，存于）
- 物理系 （页面存档备份，存于）
- 哲学科学系 （页面存档备份，存于）
- 语言系 （页面存档备份，存于）
- 化学系 （页面存档备份，存于）
- 经济系 （页面存档备份，存于）
- 法律系 （页面存档备份，存于）

## 学校领导
- 校长 —伊戈尔尤里耶维奇马卡里新, 教授;
- 主席 — 弗拉基米尔•弗拉基米尔维奇•马拉宁, 学者，教授，俄罗斯功勋科学工作者;
- 主管战略发展，经济和法律事项的副校长 — 德米特里•格里高利维奇•克拉西利尼科夫, 教授;
- 主管教学的副校长 — 谢尔盖•奥列克维奇•马卡洛夫, 副教授;
- 主管科研创新的副校长 — 安德烈•雷奥尼多维奇•别特洛夫, 副教授;
- 主管管理事务的副校长 — 瓦列里•伊万诺维奇•季柳金;
- 主管人事发展、社会经济和课外工作的副校长— 伊戈尔•安纳托利亚维奇•格尔曼诺夫, 副教授.